# José María Díaz Muñoz
José María Díaz Muñoz (Murcia, España, 4 de julio de 1982) es un exfutbolista que actualmente ejerce las labores de entrenador.

## Trayectoria

### Real Murcia
José María comenzó su carrera futbolística en el Real Murcia C. F. Se unió a las categorías inferiores en 1996 y fue ascendido al primer equipo en 2000. El 13 de enero de 2002 anotó su primer gol como profesional contra la S. D. Eibar.
En la temporada 2002/03 se unió al Club Gimnàstic de Tarragona, de la Segunda División B, cedido por el Murcia. En la temporada 2003/04 sólo contó con partidos en el equipo filia, el Real Murcia C. F. Imperial. En la siguiente campaña contó con más de veinte partidos y marcó un gol con el primer equipo en Segunda División. Sin embargo, sólo disputó un partido en la temporada 2005/06 y fue prestado al Burgos C. F. en Segunda División B. Volvió al equipo murciano en la temporada 2006/07 y fue campeón de la Tercera División con el Murcia Imperial.
En julio de 2007 se fichó por el C. F. Fuenlabrada, y en el mercado de invierno se incorporó al Talavera C. F. En septiembre de 2008 recaló en las filas del C. D. Binéfar, pero después de pasar tres meses en el club, se unió al Hollywood United F. C. En enero de 2011 firmó un contrato con el Kitchee SC y se proclamó campeón de la Liga de Hong Kong al final de la temporada. En enero de 2012 ganó también la Copa de la Liga y la Copa FA. En la campaña 2012/13 jugó con el Sun Hei SC y el 4 de febrero de 2014 se une al Sur de RSA Distrito en una transferencia libre. Entre 2014 y 2015 juega para los equipos YFC Modic y Metro Gallery antes de volver al Southern en julio de 2015. Finalmente en septiembre de 2016 ficha por su último club, el BC Glory Sky, en el cual cuelga las botas en enero de 2017, a los 34 años.

## Clubes
| Club                                 | País           | Año       |
| ------------------------------------ | -------------- | --------- |
| Real Murcia C. F.                    | España         | 2000-2002 |
| Club Gimnàstic de Tarragona (cedido) | España         | 2002-2003 |
| Real Murcia C. F.                    | España         | 2003-2005 |
| Burgos C. F. (cedido)                | España         | 2005-2006 |
| Real Murcia C. F. Imperial           | España         | 2006-2007 |
| C. F. Fuenlabrada                    | España         | 2007-2008 |
| Talavera C. F.                       | España         | 2008      |
| C. D. Binéfar                        | España         | 2008-2009 |
| Hollywood United F. C.               | Estados Unidos | 2009-2010 |
| UCAM Murcia C. F.                    | España         | 2010-2011 |
| Kitchee SC                           | Hong Kong      | 2011      |
| UCAM Murcia C. F.                    | España         | 2011-2012 |
| Kitchee SC                           | Hong Kong      | 2012      |
| Sun Hei SC                           | Hong Kong      | 2012-2013 |
| Roi Et United FC                     | Tailandia      | 2013      |
| Southern District RSA                | Hong Kong      | 2014-     |

- Datos: Q8947319
- Multimedia: Jose Maria Diaz Munoz / Q8947319